# Page Two (альбом)
Page Two (с англ. — «Вторая страница») — второй мини-альбом южнокорейской гёрл-группы Twice. Был выпущен 25 апреля 2016 года на цифровых и физических носителях лейблом JYP Entertainment при поддержке KT Music. Состоит из семи песен, включая главный сингл «Cheer Up», спродюсированный дуэтом Black Eyed Pilseung, которые также были продюсерами дебютного сингла группы «LIKE OHH-AHH». Альбом имеет самые высокие продажи в первую неделю с момента релиза среди всех альбомов женских k-pop групп, выпущенных в 2016 году.

## Написание и релиз
11 апреля 2016 года JYP опубликовали на официальном аккаунте группы в Facebook и в других социальных сетях информацию о том, что второй мини-альбом коллектива, получивший название «Page Two», будет выпущен 25 апреля вместе с новым синглом «Cheer Up». Две версии альбома — розовая и мятная — были выпущены в формате CD. Первые 30 000 копий ограниченного издания содержали обложку, нарисованную одной из участниц группы — Чеён. Альбом был также выпущен для цифровой загрузки на различных музыкальных порталах.

## Композиции
Лид-сингл «Cheer Up» был написан Сэмом Льюисом, а продюсерами стали Black Eyed Pulseing, которые уже работали с группой над их дебютной песней «LIKE OHH-AHH» с дебютного мини-альбома The Story Begins. «Cheer Up» — это данс-поп песня, которая содержит в себе несколько жанров, включая хип-хоп, tropical house и драм-н-бейс; это сочетание было описано как «яркий поп». Вторым треком на альбоме была песня «Precious Love», ремейк сингла Пак Чин Ёна, выпущенного в 1998 году, и автором которого стал сам Пак. Песня была переработана в стиле хаус с элементами электронной музыки и ритмами хип-хопа, а также содержала рэп, написанный Чеён.
«Touchdown» была описана как «сильная танцевальная песня с динамичными ритмами, мелодиями и впечатляющими звуковыми эффектами». «Tuk Tok» — танцевальная поп-песня с элементами соула и трэпа, которая появилась на волне вдохновения от тизера к реалити-шоу «Sixteen». «Woohoo» была описана как хип-хоп песня с «заводными битами», а «My Headphones On» — поп-баллада о расставании девушки. Песня «I’m Gonna Be a Star» (главная тема «Sixteen») доступна лишь на физической версии альбома.

## Музыкальное видео
Музыкальный клип на «Cheer Up» был снят режиссёрской командой Naive. Он был выпущен 25 апреля, и сумел набрать больше 400 тысяч просмотров менее, чем за полчаса, и более миллиона просмотров менее, чем за сутки после выхода; 27 апреля отметка перешла порог в 7 миллионов просмотров.
В клипе участницы изображают персонажей популярных кинофильмов. Мина стала персонажем фильма «Любовное письмо», Сана сыграла Сейлор Мун, Наён была Сидни Прескотт, Цзыюй — принцессой Анной из Римских каникул, а Чонён изобразила Фэй из Чунгкинского экспресса. Образ Момо является смешиванием героинь фильмов Обитель зла и Лара Крофт: Расхитительница гробниц, Чжихё стала танцовщицей группы поддержки из фильма Добейся успеха, Чеён — девушкой-ковбоем, а Дахён сыграла роль Хван Джин И. Девушки также танцуют на фоне стадиона, баскетбольной площадки и своего дома.
27 мая было выпущено специальное видео под названием «Twice Avengers», где девушки в своих образах из клипа танцевали на фоне космоса.
21 июня клип преодолел порог в 50 миллионов просмотров, став единственным клипом от k-pop группой, достигшим такого результата за такой срок. 17 ноября отметка просмотров перешагнула порог в 100 миллионов, что сделало Twice первой гёрл-группой со времён Girls’ Generation, у которой есть два клипа, достигших подобного результата.

## Промоушен
25 апреля 2016 года состоялся шоукейс в районе Кванджин. Группа исполнила «Woohoo», «Touchdown», «Precious Love» и «Cheer Up», трансляция велась в приложении V. Потом они также продолжали промоушен альбома выступлениями на различных музыкальных шоу. 28 апреля они вернулись на сцену M! Countdown, где исполнили «Cheer Up» и «Touchdown». Хореография к «Cheer Up» была немного изменена после строчки Саны («Shy Shy Shy»), которая из-за произношения, звучавшего как «ша-ша-ша», стала популярным мемом в сети. Первую победу группа одержала на M! Countdown 5 мая, и на той же неделе на передачах Music Bank и Inkigayo. В общей сложности Twice одержали 11 побед на музыкальных программах. 27 мая трофей Music Bank был ошибочно выдан AOA, однако организаторы извинились и заявили, что просчитали очки группы.

## Коммерческий успех
Альбом дебютировал на второй строчке альбомного чарта Gaon и третьей строчке мирового альбомного чарта Billboard; за апрель было продано 80 686 копий. У пластинки также держится рекорд по самым высоким продажам в дебютную неделю среди всех релизов девичьих групп Кореи в 2016 году. Представители JYP также сообщили, что все 30 тысяч копий ограниченного издания альбома были полностью распроданы ещё во время пред-заказа. По данным на сентябрь 2016 года, было продано свыше 150 тысяч копий альбома.
Песни также хорошо показали себя в чартах. «Cheer Up» дебютировала на вершине синглового чарта Gaon и на третьем месте мирового синглового чарта Billboard. «Precious Love» и «Touchdown» также дебютировали в чарте Gaon на 73 и 86 местах соответственно. Две недели спустя «Cheer Up» вновь вернулась на вершину Gaon.

## Список композиций
| №                   | Название                                          | Текст песни               | Музыка                                                                        | Arrangement            | Длительность |
| ------------------- | ------------------------------------------------- | ------------------------- | ----------------------------------------------------------------------------- | ---------------------- | ------------ |
| 1.                  | «Cheer Up»                                        | Sam Lewis                 | Black Eyed Pilseung                                                           | Rado                   | 3:28         |
| 2.                  | «Precious Love» (소중한 사랑; Sojunghan Sarang)   | Пак Чин Ён Son Chae-young | J. Y. Park "The Asiansoul"                                                    | Hong Ji-sang           | 3:51         |
| 3.                  | «Touchdown»                                       | Mafly                     | Krissie Karlsson Karl Karlsson Nicki Karlsson EJ Show (Zoobeater Sound)       | The Karlsson's EJ Show | 3:23         |
| 4.                  | «Tuk Tok» (툭하면 톡; Tukhamyeon Tok)             | Kim Min-ji (Jam Factory)  | Dsign Music Ronald "AV" Ndlovu Emmanuel Jimenez Courtney Woolsey Stacy Hebert | Choi                   | 3:17         |
| 5.                  | «Woohoo»                                          | Glory Face Jinri          | Glory Face                                                                    | Glory Face             | 3:22         |
| 6.                  | «My Headphones On» (Headphone 써; Headphone Sseo) | Kim Eun-soo               | Didrik Thott Niclas Kings Ylva Dimberg                                        | Kings                  | 3:17         |
| Общая длительность: | Общая длительность:                               | Общая длительность:       | Общая длительность:                                                           | Общая длительность:    | 20:37        |

| №                   | Название              | Текст песни         | Музыка                                                                              | Arrangement         | Длительность |
| ------------------- | --------------------- | ------------------- | ----------------------------------------------------------------------------------- | ------------------- | ------------ |
| 7.                  | «I'm Gonna Be a Star» | Park Olltii         | Park Frants The Vanderveers (Ebony Rae Vanderveer and Bruce "Automatic" Vanderveer) | Park Frants         | 3:18         |
| Общая длительность: | Общая длительность:   | Общая длительность: | Общая длительность:                                                                 | Общая длительность: | 23:55        |

## Чарты

### Weekly charts
| Чарт (2016)                            | Пиковая позиция |
| -------------------------------------- | --------------- |
| Japanese Albums (Oricon Albums Chart)  | 16              |
| South Korean Albums (Gaon Album Chart) | 2               |
| Taiwanese Albums (G-Music J-pop)       | 4               |
| US World Albums (Billboard)            | 6               |

## Награды и номинации
| Год  | Премия                  | Что номинировано | Номинация  | Результат | Ссылки |
| ---- | ----------------------- | ---------------- | ---------- | --------- | ------ |
| 2016 | Melon Music Awards      | «Cheer Up»       | Песня Года | Победа    | [ 35 ] |
| 2016 | Mnet Asian Music Awards | «Cheer Up»       | Песня Года | Победа    | [ 36 ] |
| 2017 | Seoul Music Awards      | «Cheer Up»       | Песня Года | Победа    | [ 37 ] |

### Музыкальные программы
| Песня      | Программа    | Дата              |
| ---------- | ------------ | ----------------- |
| «Cheer Up» | M! Countdown | 5 мая 2016 года   |
| «Cheer Up» | M! Countdown | 19 мая 2016 года  |
| «Cheer Up» | M! Countdown | 26 мая 2016 года  |
| «Cheer Up» | Music Bank   | 6 мая 2016 года   |
| «Cheer Up» | Music Bank   | 20 мая 2016 года  |
| «Cheer Up» | Music Bank   | 27 мая 2016 года  |
| «Cheer Up» | Music Bank   | 3 июня 2016 года  |
| «Cheer Up» | Music Bank   | 10 июня 2016 года |
| «Cheer Up» | Inkigayo     | 8 мая 2016 года   |
| «Cheer Up» | Inkigayo     | 22 мая 2016 года  |
| «Cheer Up» | Inkigayo     | 29 мая 2016 года  |